# Чемпионат мира по шоссейным велогонкам 1964
Чемпионат мира по шоссейным велогонкам 1964 года проходил в Салланше (Франция) с 3 по 6 сентября.

## Медалисты
| Велогонка                | Золото                                                                          | Золото   | Серебро                                                                                     | Серебро     | Бронза                                                                                  | Бронза      |
| ------------------------ | ------------------------------------------------------------------------------- | -------- | ------------------------------------------------------------------------------------------- | ----------- | --------------------------------------------------------------------------------------- | ----------- |
| Мужчины                  |                                                                                 |          |                                                                                             |             |                                                                                         |             |
| Профессионалы            | Ян Янссен · Нидерланды                                                          | 7ч35’52" | Витторио Адорни · Италия                                                                    | то же время | Раймон Пулидор · Франция                                                                | то же время |
| Любители                 | Эдди Меркс · Бельгия                                                            | 4ч39’10" | Вилли Планкарт · Бельгия                                                                    | +0’27"      | Йёста Петтерссон · Швеция                                                               | то же время |
| 100 км по горам, команды | Италия · Северино Андреоли · Лучано Далла Бона · Пьетро Гуэрра · Ферруччо Манца | 2ч07’20" | Испания · Хуан Гарсия Суч · Хосе Рамон Гойенече · Рамон Саэс Марсо · Луис Педро Сантамарина | +3’47"      | Бельгия · Рене Хёвелманс · Роланд Де Неве · Роланд ван де Рейсе · Альберт ван Влирберге | +3’51"      |
| Женщины                  |                                                                                 |          |                                                                                             |             |                                                                                         |             |
|                          | Эмилия Сонка · СССР                                                             | 1ч44’37" | Галина Юдина · СССР                                                                         | то же время | Роза Селс · Бельгия                                                                     | то же время |